# Kuando
Kuando (Kwando, Cuando) – rzeka w południowej Afryce, głównie w Angoli, prawy dopływ Zambezi; w dolnym biegu nazywana Chobe oraz Linyanti; długość 731 km, źródła na wschód od wyżyny Bije; wpada do rzeki Zambezi powyżej Wodospadów Wiktorii; w środkowym biegu stanowi granicę między Angolą i Zambią, w dolnym – między Namibią a Botswaną.